# 11-й Восточно-Славонский корпус
11-й Восточно-Славонский корпус (серб. 11. источнославонски корпус) — армейский корпус в составе Вооружённых сил Республики Сербской Краины. Он был сформирован в октябре 1992 года из подразделений Территориальной обороны, 87-й (Вуковар) и 80-й (Бели-Манастир) бригад отдельных подразделений милиции и добровольцев. Вооружение и снаряжение корпус получил от Югославской Народной Армии. Задачей Корпуса была оборона Восточной Славонии, Бараньи и Западного Срема. Численность корпуса составляла около 10 000 человек. Летом 1995 его возглавлял генерал Душан Лончар, штабом командовал полковник Стоян Шпанович.

## Организация
Структура 11-го корпуса весной 1995 года:
- Штаб
- 1-я легкая Бараньская дивизия (37-я пехотная (Дарда), 39-я моторизованная (Бели-Манастир) и 60-я пехотная (Кнежево) бригады)
- 35-я пехотная бригада (Даль)
- 40-я пехотная бригада (Вуковар)
- 43-я пехотная бригада (Теня)
- 45-я пехотная бригада (Стари-Янковци)
- 55-я пехотная бригада (Илок)
- 11-й смешанный артиллерийский полк
- 11-й смешанный противотанковый дивизион
- 11-й легкий артиллерийский дивизион ПВО
- 11-й бронетанковый батальон
- 11-й Дунайский отряд флота
- 89-я база тылового обеспечения
- 11-й инженерный батальон
- 11-й батальон военной полиции
- рота связи
- разведывательная рота
- взвод РХБЗ

## История
11-й Восточно-Славонский корпус после весны 1992 года не принимал участия в крупных военных операциях. Его сводные отряды по приказу из Главного штаба в Книне периодически отправлялись в другие районы РСК. Основные же силы корпуса противостояли хорватскому Осиекскому корпусу, обмениваясь артиллерийскими обстрелами и разведывательно-диверсантскими действиями. В ходе «Бури» корпус провёл несколько небольших артиллерийских обстрелов и атаку в направлении Нуштара. В бою погибли 17 солдат корпуса. Однако какого-либо эффекта на хорватское наступление на основную часть РСК это не оказало. После завершения «Бури» и уничтожения основной части краинской армии 11-й корпус был пополнен и получил вооружение из Союзной Республики Югославии, количество танков в корпусе достигло 160, другой бронетехники — около 60 единиц. Численность корпуса составила 30 000 солдат и офицеров в октябре 1995 года. В значительной степени на это пополнение и довооружение оказало влияние поступление информации о подготовке хорватской армии к атаке на Восточную Славонию. После подписания Эрдутского соглашения корпус был распущен, а вооружение 24 мая 1996 года было передано югославской армии.